# Osobowość typu D
Osobowość typu D – typ osobowości wyróżniony w dziedzinie psychologii medycznej nazywany również osobowością stresową lub podatną na stres. Składają się na nią dwa wymiary: negatywna emocjonalność i społeczne hamowanie. Pojęcie wprowadzone zostało przez psychologa klinicznego Johana Denolleta z Uniwersytetu w Tilburgu, w Holandii.

## Cechy charakterystyczne
Ludzie należący do osobowości typu D mają tendencję do odczuwania negatywnych emocji (negatywna emocjonalność) np. gniewu, lęku. Wykazują pesymistyczne podejście do życia. Odczuwają ciągłe napięcie, zamartwiają się oraz brak im poczucia bezpieczeństwa. W relacjach społecznych są wycofane (hamowanie społeczne) i niechętne w okazywaniu negatywnych emocji, ze względu na strach przed odrzuceniem. Na stres reagują poczuciem bezradności i beznadziejności. Takie postępowanie powoduje wiele chorób somatycznych np. nowotwory, choroba wieńcowa, cukrzyca oraz psychicznych, np. depresja.

## Pomiar
Osobowość typu D można ocenić za pomocą kwestionariusza składającego się z 14 elementów. 7 elementów dotyczy pomiaru negatywnej emocjonalności, a pozostałe 7 bada hamowanie społeczne. Każde stwierdzenie w kwestionariuszu można ocenić od 0 do 4 punktów. Wyniki dla negatywnej emocjonalności i hamowania społecznego są podawane oddzielnie. Aby osoba mogła zostać zaklasyfikowana jako typ D powinna uzyskać przynajmniej 10 punktów w każdej płaszczyźnie.

## Powiązania z innymi wymiarami osobowości
Osobowość typu D łączy się z neurotyzmem na płaszczyźnie negatywnej emocjonalności m.in. w odczuwaniu silnego lęku, katastroficznemu podejściu do życia, dużej podatności na stres oraz wstydliwości wobec innych. W wymiarze hamowania społecznego możemy dostrzec powiązania z introwersją. Cechuje je nieśmiałość i wycofanie w kontaktach społecznych.